# هارولد بيج سميث
هارولد بيج سميث (بالإنجليزية: Harold Page Smith)‏ هو ضابط أمريكي، ولد في 17 فبراير 1904 في غراند بيه في الولايات المتحدة، وتوفي في 4 يناير 1993 في فرجينيا بيتش في الولايات المتحدة.

## روابط خارجية
- هارولد بيج سميث على موقع مونزينجر (الألمانية)